# Roxbury (Maine)
Roxbury ist eine Town im Oxford County des Bundesstaates Maine in den Vereinigten Staaten. Im Jahr 2020 lebten dort 361 Einwohner in 413 Haushalten auf einer Fläche von 114,30 km².

## Geographie
Nach dem United States Census Bureau hat Roxbury eine Gesamtfläche von 114,30 km², von der 111,14 km² Land sind und 3,16 km² aus Gewässern bestehen.

### Geographische Lage
Roxbury liegt im Osten des Oxford Countys und grenzt an das Franklin County. Der Swift River, ein Zufluss des Androscoggin River, fließt in südlicher Richtung durch das Gebiet der Town. Im Nordwesten grenzt der Ellis Pond an. In Nordsüdrichtung zieht sich parallel zum Swift River eine Hügelkette durch das Gebiet, die höchste Erhebung ist der 654 m hohe North Twin Mountain.

### Nachbargemeinden
Alle Entfernungen sind als Luftlinien zwischen den offiziellen Koordinaten der Orte aus der Volkszählung 2010 angegeben.
- Norden: Byron, 5,5 km
- Nordosten: Weld Franklin County, 17,5 km
- Osten: Carthage, Franklin County, 20,3 km
- Südosten: Mexico, 14,9 km
- Süden: Rumford, 11,8 km
- Westen: Andover, 15,7 km

### Stadtgliederung
In Roxbury gibt es mehrere Siedlungsgebiete: Chapmans, Frye, Roxbury, Roxbury Pond und Taylors.

### Klima
Die mittlere Durchschnittstemperatur in Roxbury liegt zwischen −7,8 °C (18 °F) im Januar und 20,6 °C (69 °F) im Juli. Damit ist der Ort gegenüber dem langjährigen Mittel Maines um etwa 2 Grad kühler. Die Schneefälle zwischen Oktober und Mai liegen mit deutlich mehr als zwei Metern (bei einem Spitzenwert im Januar von knapp 50 cm) ungefähr doppelt so hoch wie die mittlere Schneehöhe in den USA. Die tägliche Sonnenscheindauer liegt am unteren Rand des Wertespektrums der USA.

## Geschichte
Roxbury war zunächst als Township No. 7 Abbot's Purchase (T7 AP) organisiert und wurde am 17. März 1835 als Town organisiert. Die Besiedlung des Gebietes startete um 1809. Einige der frühen Siedler stammten aus Roxbury, Massachusetts. Holzindustrie und Landwirtschaft bilden die wirtschaftliche Grundlage für die Bewohner.
Eine Windfarm wurde 2012 in Roxbury gegründet. Sie zieht sich über den Hügelzug, der die Gipfel Partridge Peak, Flathead Mountain und Record Hill umfasst. Sie hat eine Leistung von 50,6 Megawatt und besteht aus 22 Siemens SWT-2.3-93 Turbinen.

### Einwohnerentwicklung
| Volkszählungsergebnisse – Town of Roxbury, Maine | Volkszählungsergebnisse – Town of Roxbury, Maine | Volkszählungsergebnisse – Town of Roxbury, Maine | Volkszählungsergebnisse – Town of Roxbury, Maine | Volkszählungsergebnisse – Town of Roxbury, Maine | Volkszählungsergebnisse – Town of Roxbury, Maine | Volkszählungsergebnisse – Town of Roxbury, Maine | Volkszählungsergebnisse – Town of Roxbury, Maine | Volkszählungsergebnisse – Town of Roxbury, Maine | Volkszählungsergebnisse – Town of Roxbury, Maine | Volkszählungsergebnisse – Town of Roxbury, Maine |
| Jahr                                             | 1800                                             | 1810                                             | 1820                                             | 1830                                             | 1840                                             | 1850                                             | 1860                                             | 1870                                             | 1880                                             | 1890                                             |
| ------------------------------------------------ | ------------------------------------------------ | ------------------------------------------------ | ------------------------------------------------ | ------------------------------------------------ | ------------------------------------------------ | ------------------------------------------------ | ------------------------------------------------ | ------------------------------------------------ | ------------------------------------------------ | ------------------------------------------------ |
| Einwohner                                        |                                                  |                                                  |                                                  | 11                                               | 227                                              | 246                                              | 251                                              | 162                                              | 175                                              | 222                                              |
| Jahr                                             | 1900                                             | 1910                                             | 1920                                             | 1930                                             | 1940                                             | 1950                                             | 1960                                             | 1970                                             | 1980                                             | 1990                                             |
| Einwohner                                        | 238                                              | 311                                              | 276                                              | 314                                              | 346                                              | 348                                              | 344                                              | 271                                              | 373                                              | 437                                              |
| Jahr                                             | 2000                                             | 2010                                             | 2020                                             | 2030                                             | 2040                                             | 2050                                             | 2060                                             | 2070                                             | 2080                                             | 2090                                             |
| Einwohner                                        | 384                                              | 369                                              | 361                                              |                                                  |                                                  |                                                  |                                                  |                                                  |                                                  |                                                  |

## Wirtschaft und Infrastruktur

### Verkehr
Parallel zum Swift River verläuft die Maine State Route 17 am östlichen Ufer. Die Maine State Route 120 verläuft im südlichen Bereich am westlichen Ufer und verlässt dann nach Westen führend das Gebiet von Roxbury.

### Öffentliche Einrichtungen
In Roxbury gibt es kein eigenes Krankenhaus oder medizinische Einrichtung. Die nächstgelegenen Einrichtungen befinden sich in Rumford und Dixfield.
Roxbury hat keine eigene Bücherei. Die nächstgelegenen befinden sich in Mexico, Rumford und Andover.

### Bildung
Roxbury gehört mit Buckfield, Hanover, Hartford, Mexico, Rumford und Sumner zum Western Foothills Regional School District (RSU #10).
Im Schulbezirk werden folgende Schulen angeboten:
- Buckfield Junior/Senior High School in Buckfield, Schulklassen 7 bis 12
- Hartford-Sumner Elementary School  in Sumner, Schulklassen Pre-Kindergarten bis 6
- Meroby Elementary School in Mexico, Schulklassen Pre-Kindergarten bis 5
- Mountain Valley Middle School in Mexico, Schulklassen 6 bis 8
- Rumford Elementary School in Rumford, Schulklassen Pre-Kindergarten bis 5
- Mountain Valley High School in Rumford, Schulklassen 7 bis 12